# Колобова Віолетта Віталіївна
Віолетта Віталіївна Колобова (рос. Виолетта Витальевна Колобова; нар. 27 липня 1991 року, Дзержинськ, РРФСР, СРСР) — російська фехтувальниця (шпага), бронзова призерка Олімпійських ігор 2016 року в командній шпазі, дворазова чемпіонка світу та триразова чемпіонка Європи, призерка чемпіонатів світу та Європи.

## Виступи на Олімпіадах
| Олімпіада   | Дисципліна          | Місце |
| ----------- | ------------------- | ----- |
| Лондон 2012 | індивідуальна шпага | 17    |
| Лондон 2012 | командна шпага      | 4     |
| Ріо 2016    | індивідуальна шпага | 17    |
| Ріо 2016    | командна шпага      | 3     |

## Нагороди
- Медаль ордена «За заслуги перед Вітчизною» II ступеня (25 серпня 2016 року) — за високі спортивні досягнення на Іграх XXXI Олімпіади 2016 року в місті Ріо-де-Жанейро (Бразилія), виявлені волю до перемоги і цілеспрямованість[1].